# 佐多岬
佐多岬（日语：／ Satamisaki */?）是位于鹿兒島縣肝属郡南大隅町佐多馬籠，面向大隅海峡的一個海岬。是九州本島的最南端。被劃入霧島屋久國立公園之中。

## Gallery

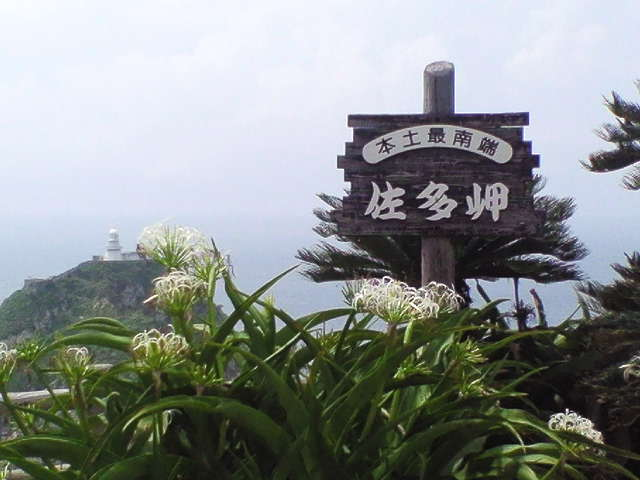
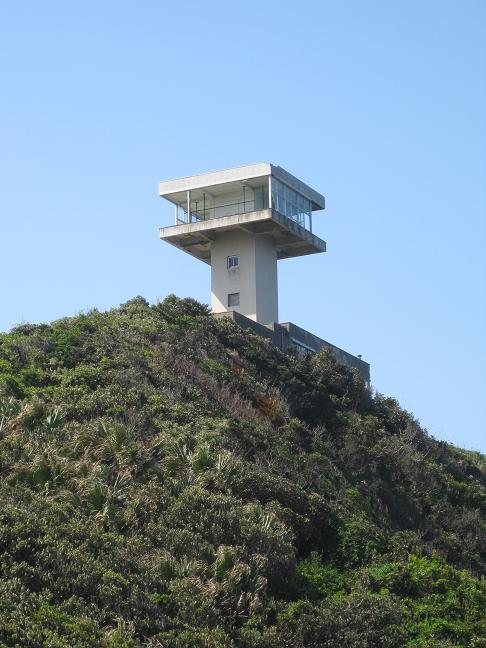
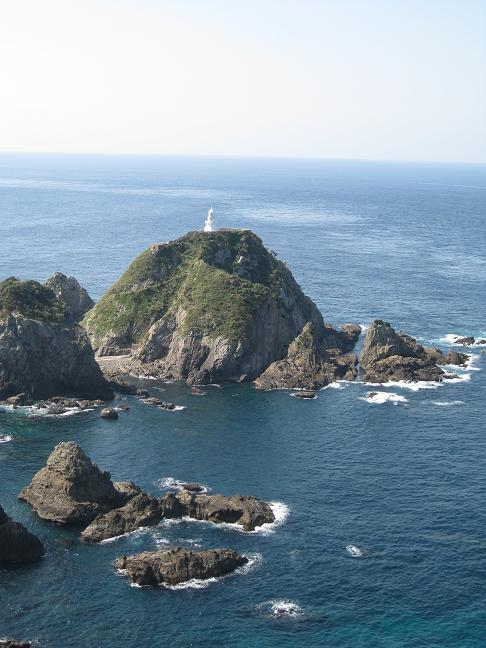
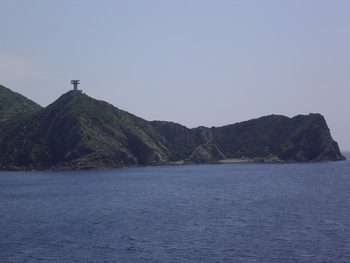

## 外部連結
- 佐多岬（南大隅町首頁）
- 佐多岬灯台過去12小時的天氣數據（鹿兒島海上保安部）
- 佐多岬與燈塔　画像及游記。
- 大隅半島佐多岬　照片集